# Aleksandr Ditiatin
Aleksandr Ditiatin (Leningrado, RSFS de Rusia, 7 de agosto de 1957) es un gimnasta artístico ruso, que compitió representado a la Unión Soviética llegando a ser tres veces campeón olímpico en 1980, y siete veces campeón del mundo en 1979 y 1981.

## 1976
En los JJ. OO. de Montreal (Canadá) gana dos platas: en anillas —tras su compatriota Nicolai Andrianov—y en equipo, tras Japón.

## 1978
En el Mundial celebrado en Estrasburgo (Francia) gana la plata en el concurso por equipos —la Unión Soviética queda tras Japón (oro) y por delante de Alemania del Este (bronce)—; sus cinco compañeros de equipo fueron: Nikolai Andrianov, Eduard Azarian, Aleksandr Tkachyov, Gennady Krysin y Vladimir Markelov. También gana la plata en anillas —por detrás de su compatriota Nikolai Andrianov y delante del rumano Dănuț Grecu—, el bronce en la general individual —tras, de nuevo, su compañero de equipo Nikolai Andrianov, y el japonés Eizo Kenmotsu—, y también el bronce en suelo, tras el estadounidense Kurt Thomas y el japonés Shigeru Kasamatsu.

## 1979
En el Mundial celebrado en Fort Worth (Estados Unidos) gana el oro por equipos —por delante de Japón y el equipo anfitrión del Mundial, Estados Unidos— siendo sus colegas de equipo: Vladimir Markelov, Nikolai Andrianov, Bogdan Makuts, Artur Akopyan y Aleksandr Tkachyov. Además consigue otros tres oros —general individual, salto y anillas— y un bronce en barra, tras el estadounidense Kurt Thomas y su compatriota Aleksandr Tkachyov.

## 1980
En los JJ. OO. de Moscú gana tres oros: general individual, anillas y el concurso por equipos —por delante de Alemania del Este y Hungría, y siendo sus compañeros de equipo: Nikolai Andrianov, Eduard Azaryan, Aleksandr Tkachyov, Bogdan Makuts y Vladimir Markelov—. Además logras cuatro platas —caballo con arcos, salto, paralelas y barra— y un bronce en el ejercicio de suelo —en este caso por detrás del alemán oriental Roland Brückner (oro) y de su compatriota Nikolai Andrianov—.

## 1981
En el Mundial de Moscú 1981 consigue tres oros: paralelas, anillas y en el concurso por equipos —por delante de Japón y China—; sus cinco compañeros de equipo eran: Yuri Korolev, Bogdan Makuts, Aleksandr Tkachyov, Arthur Akopyan y Pavel Sut.